# Società Sportiva Lazio 2024-2025
Questa voce raccoglie le informazioni riguardanti la Società Sportiva Lazio nelle competizioni ufficiali della stagione 2024-2025.

## Stagione
La stagione 2024-2025 è l'82ª della Lazio in Serie A (la 37ª consecutiva). I biancocelesti partecipano inoltre alla UEFA Europa League, prima edizione con il nuovo format a girone unico, e alla Coppa Italia. La stagione si apre il 18 agosto, con la vittoria casalinga per 3 a 1 sul Venezia in campionato. Il 25 settembre la Lazio esordisce in ambito internazionale, vincendo per 3 a 0 in trasferta contro la Dinamo Kiev.
Un momento decisivo arriva a dicembre quando, negli ottavi di finale di Coppa Italia, la Lazio elimina il Napoli, battuto 3-1 grazie a una tripletta di Tijjani Noslin e pochi giorni dopo ottiene un'altra vittoria contro i partenopei, stavolta in campionato, battuti 0-1 in trasferta con un gol di Gustav Isaksen. La squadra nella prima parte della stagione oscilla tra la 3ª e la 4ª posizione in classifica, tuttavia alla 16ª giornata arriva una pesante sconfitta casalinga contro l'Inter, che si impone per 6-0. Nelle giornate successive si registra un periodo di flessione nei risultati, tra cui una sconfitta per 2-0 nel derby, durante il quale la Lazio rimane comunque nelle zone alte della classifica, continuando la sua lotta per un posto nelle competizioni europee.
Il 19 gennaio, la Lazio vince la prima partita del nuovo anno, imponendosi 3-0 sul campo del Verona, mentre il 23 gennaio, in Europa League, batte in casa la Real Sociedad per 3-1, conquistando la sesta vittoria su sette gare disputate e qualificandosi agli ottavi di finale con una giornata di anticipo. il 30 gennaio, a seguito della sconfitta esterna per 0-1 contro il Braga, termina la prima fase della Europa League, classificandosi al primo posto del girone unico a 36 squadre con 19 punti e la differenza reti a favore rispetto all'Athletic Bilbao. Viene sorteggiata per gli ottavi di finale contro il Viktoria Plzeň, che elimina grazie alla vittoria in trasferta (1-2 a tempo scaduto nonostante la Lazio fosse rimasta in nove) e al successivo pareggio casalingo (1-1), avanzando ai quarti di finale, dove incontra il Bodø/Glimt. Il 25 febbraio, in seguito alla sconfitta per 2 a 0 in trasferta contro l'Inter nei quarti di finale, i biancocelesti vengono eliminati dalla Coppa Italia. Ad aprile, la Lazio viene eliminata dal Bodo Glimt: dopo una sconfitta per 2-0 in Norvegia, il ritorno si conclude con una vittoria allo stesso risultato e i supplementari si concludono per 3-1, ma i biancocelesti perdono i rigori per 2-3, uscendo dall'Europa League. Nel frattempo, in campionato, l'andamento della Lazio è altalenante: pur vincendo a Bergamo contro l'Atalanta, una serie di pareggi e la sconfitta per 5-0 contro il Bologna mettono in evidenza i problemi difensivi della squadra, che perde il contatto con il quarto posto. Nell'ultima partita della stagione, i biancocelesti vengono inaspettatamente sconfitti in casa per 1-0 dal Lecce, fallendo contro ogni pronostico la qualificazione alle competizioni europee della stagione successiva, cosa che non avveniva da 9 anni.

## Divise e sponsor
Per il terzo anno consecutivo lo sponsor tecnico dei biancocelesti è la società giapponese Mizuno. Il 26 giugno 2024 viene presentato sui canali social della società il kit home. Il 10 luglio, sempre sui canali social, viene presentata la terza maglia. Sul retro delle divise compare il logo di AeroItalia, compagnia aerea italiana, e Global Airline Partner. Sempre sui canali social, il 7 agosto viene presentato l'away kit, di colore giallo e con le stesse decorazioni di quello casalingo. La terza divisa è completamente nera e dallo stemma esagonale di Benincasa partono contorni concentrici celesti. Dal 10 gennaio al 31 marzo, dalla gara casalinga di campionato contro il Como fino alla gara casalinga di campionato contro il Torino, i biancocelesti hanno indossato una speciale divisa che celebra il 125º anniversario della fondazione della Società. Sulla maglia ispirata alle divise da gioco degli anni '80, di colore bianco, con delle righe di tre tonalità di celeste e blu sulle spalle, compare il logo disegnato da Piero Gratton ed in uso dal 1979 al 1982. In occasione della gara Lazio-Juventus del 10 maggio 2025 è presente sulle casacche il logo di Villa Mafalda, struttura sanitaria di riferimento del club romano. In occasione della gara Inter-Lazio del 18 maggio 2025 il logo di Aeroitalia compare come main sponsor. 
| Casa | Trasferta | Terza divisa | 125 anni | 125 anni (alternativa) | Trasferta (alternativa) |

## Organigramma societario
Dal sito internet ufficiale della società.
Area direttiva
Consiglio di gestione
- Presidente: Claudio Lotito
- Consigliere: Marco Moschini

Consiglio di sorveglianza
- Presidente: Alberto Incollingo
- Vicepresidente: Fabio Bassan
- Consiglieri: Vincenzo Sanguigni, Monica Squintu, Silvia Venturini

Area organizzativa
- Direttore Sportivo: Angelo Mariano Fabiani
- Segretario Generale: Armando Antonio Calveri
- Direzione Amm.va e Controllo di Gestione / Investor Relator: Marco Cavaliere
- Direzione Legale e Contenziosi: Francesca Miele
- Direzione Organizzativa Centro Sportivo di Formello, Uffici, Country Club, Stadio: Giovanni Russo
- Responsabile della Strategia e dell'organizzazione della Comunicazione: Emanuele Floridi
- Dirigente accompagnatore: Alberto Bianchi
- R.S.P.P.: Sergio Pinata
- Responsabile Biglietteria: Angelo Cragnotti
- Direttore Generale Settore Giovanile: Enrico Lotito
- Direzione Settore Giovanile: Fabrizio Fratini
- Segretario Settore Giovanile: Giuseppe Lupo

Area marketing
- Coordinatore Marketing, Sponsorizzazioni ed Eventi: Marco Canigiani
- Area Marketing: Massimiliano Burali d'Arezzo, Laura Silvia Zaccheo
- Area Licensing e Retail: Valerio D'Attilia

Area tecnica
- Allenatore: Marco Baroni
- Allenatore in seconda: Fabrizio Del Rosso
- Collaboratori tecnici: Silvio Valanzano, Nicola Lami
- Preparatori dei portieri: Cristiano Viotti, Mauro Lamberti
- Preparatori atletici: Andrea Petruolo, Federico Di Dio
- Match analyst: Giuseppe Martino
- Team Manager: Stefan Derkum
- Magazzinieri: Mauro Patrizi, Stefano Delle Grotti, Walter Pela

Area sanitaria
- Direttore sanitario: dott. Ivo Pulcini
- Coordinatore area medica: dott. Fabio Rodia
- Medico sociale: dott. Italo Leo
- Fisioterapisti: Christian Marsella, Daniele Misseri, Glauco Bucci, Gianni Scappini, Luigi Iachetti

## Rosa
Rosa e numerazione aggiornate al 3 febbraio 2025.
| N. |                        | Ruolo | Calciatore                 |
| -- | ---------------------- | ----- | -------------------------- |
| 2  | Francia (bandiera)     | D     | Samuel Gigot               |
| 3  | Italia (bandiera)      | D     | Luca Pellegrini            |
| 4  | Spagna (bandiera)      | D     | Patric (vice capitano)     |
| 5  | Uruguay (bandiera)     | C     | Matías Vecino              |
| 6  | Italia (bandiera)      | C     | Nicolò Rovella             |
| 7  | Nigeria (bandiera)     | C     | Fisayo Dele-Bashiru        |
| 8  | Francia (bandiera)     | C     | Mattéo Guendouzi           |
| 9  | Spagna (bandiera)      | A     | Pedro                      |
| 10 | Italia (bandiera)      | C     | Mattia Zaccagni (capitano) |
| 11 | Argentina (bandiera)   | A     | Valentín Castellanos       |
| 13 | Italia (bandiera)      | D     | Alessio Romagnoli          |
| 14 | Paesi Bassi (bandiera) | A     | Tijjani Noslin             |
| 15 | Italia (bandiera)      | D     | Nicolò Casale              |
| 18 | Danimarca (bandiera)   | A     | Gustav Isaksen             |
| 19 | Senegal (bandiera)     | A     | Boulaye Dia                |
| 20 | Francia (bandiera)     | A     | Loum Tchaouna              |
| 21 | Marocco (bandiera)     | C     | Reda Belahyane             |

| N. |                           | Ruolo | Calciatore             |
| -- | ------------------------- | ----- | ---------------------- |
| 22 | Italia (bandiera)         | C     | Gaetano Castrovilli    |
| 23 | Albania (bandiera)        | D     | Elseid Hysaj           |
| 25 | Danimarca (bandiera)      | D     | Oliver Provstgaard     |
| 26 | Croazia (bandiera)        | C     | Toma Bašić             |
| 27 | Germania (bandiera)       | C     | Arijon Ibrahimović     |
| 28 | Italia (bandiera)         | C     | André Anderson         |
| 29 | Italia (bandiera)         | C     | Manuel Lazzari         |
| 30 | Portogallo (bandiera)     | D     | Nuno Tavares           |
| 32 | Italia (bandiera)         | C     | Danilo Cataldi         |
| 34 | Spagna (bandiera)         | D     | Mario Gila             |
| 35 | Grecia (bandiera)         | P     | Chrīstos Mandas        |
| 55 | Italia (bandiera)         | P     | Alessio Furlanetto     |
| 63 | Italia (bandiera)         | D     | Matteo Zazza           |
| 64 | Spagna (bandiera)         | A     | Mahamadou Baldé        |
| 77 | Montenegro (bandiera)     | D     | Adam Marušić           |
| 92 | Costa d'Avorio (bandiera) | C     | Jean-Daniel Akpa-Akpro |
| 94 | Italia (bandiera)         | P     | Ivan Provedel          |

## Calciomercato

### Sessione estiva(dal 1/7 al 30/8)
| Acquisti         | Acquisti                  | Acquisti            | Acquisti                                                                              |
| R.               | Nome                      | da                  | Modalità                                                                              |
| ---------------- | ------------------------- | ------------------- | ------------------------------------------------------------------------------------- |
| P                | Alessio Furlanetto        | Fermana             | fine prestito                                                                         |
| D                | Samuel Gigot              | Olympique Marsiglia | prestito oneroso (500000 €) con obbligo di riscatto (500000 € + 3 milioni € di bonus) |
| D                | Nuno Tavares              | Arsenal             | prestito con obbligo di riscatto (5 milioni €)                                        |
| C                | Jean-Daniel Akpa-Akpro    | Monza               | fine prestito                                                                         |
| C                | Toma Bašić                | Salernitana         | fine prestito                                                                         |
| C                | Gaetano Castrovilli       | -                   | svincolato                                                                            |
| C                | Fisayo Dele-Bashiru       | Hatayspor           | prestito oneroso (2 milioni €) con obbligo di riscatto (3,4 milioni €)                |
| A                | Boulaye Dia               | Salernitana         | prestito biennale con obbligo di riscatto (11,3 milioni €)                            |
| A                | Tijjani Noslin            | Verona              | definitivo (15,9 milioni €)                                                           |
| A                | Loum Tchaouna             | Salernitana         | definitivo (8,5 milioni €)                                                            |
| Altre operazioni |                           |                     |                                                                                       |
| R.               | Nome                      | da                  | Modalità                                                                              |
| P                | Marius Adamonis           | Perugia             | fine prestito                                                                         |
| D                | Filipe Bordon             | Ferroviária         | diritto di riscatto esercitato (300000 €)                                             |
| D                | Romano Floriani Mussolini | Pescara             | fine prestito                                                                         |
| D                | Mattia Novella            | AZ Picerno          | fine prestito                                                                         |
| C                | Marco Bertini             | SPAL                | fine prestito                                                                         |
| C                | Mohamed Fares             | Brescia             | fine prestito                                                                         |
| C                | Mattéo Guendouzi          | Olympique Marsiglia | obbligo di riscatto esercitato (13 milioni € + 5 milioni € di bonus)                  |
| C                | Marcos Antônio            | PAOK                | fine prestito                                                                         |
| C                | Andrea Marino             | Foggia              | fine prestito                                                                         |
| C                | Cristo Muñoz              | -                   | svincolato                                                                            |
| A                | Gabriele Artistico        | -                   | svincolato                                                                            |
| A                | Matteo Cancellieri        | Empoli              | fine prestito                                                                         |
| A                | Valerio Crespi            | Cosenza             | fine prestito                                                                         |

| Cessioni         | Cessioni                  | Cessioni        | Cessioni                                                                            |
| R.               | Nome                      | a               | Modalità                                                                            |
| ---------------- | ------------------------- | --------------- | ----------------------------------------------------------------------------------- |
| P                | Luigi Sepe                | Salernitana     | fine prestito                                                                       |
| D                | Nicolò Casale             | Bologna         | prestito oneroso (1,5 milioni €) con diritto ed obbligo di riscatto (6,5 milioni €) |
| C                | Danilo Cataldi            | Fiorentina      | prestito con diritto di riscatto (4 milioni €)                                      |
| C                | Felipe Anderson           | -               | svincolato                                                                          |
| C                | Daichi Kamada             | -               | svincolato                                                                          |
| C                | Luis Alberto              | Al-Duhail       | definitivo (10,3 milioni €)                                                         |
| A                | Ciro Immobile             | Beşiktaş        | definitivo (2 milioni €)                                                            |
| Altre operazioni |                           |                 |                                                                                     |
| R.               | Nome                      | a               | Modalità                                                                            |
| P                | Marius Adamonis           | Catania         | definitivo                                                                          |
| P                | Luís Maximiano            | Almería         | obbligo di riscatto esercitato (8,1 milioni €)                                      |
| D                | Romano Floriani Mussolini | Juve Stabia     | prestito con diritto di riscatto e controriscatto                                   |
| D                | Dimitrije Kamenović       | Yverdon         | rinnovo del prestito con diritto di riscatto                                        |
| D                | Mattia Novella            | -               | risoluzione consensuale                                                             |
| D                | Fabio Andrea Ruggeri      | Salernitana     | prestito                                                                            |
| C                | Marco Bertini             | Ascoli          | prestito con diritto di riscatto e controriscatto                                   |
| C                | Mohamed Fares             | Panserraïkos    | prestito                                                                            |
| C                | Marcos Antônio            | San Paolo       | prestito oneroso (150000 €) con diritto ed obbligo di riscatto (4,2 milioni €)      |
| C                | Andrea Marino             | -               | svincolato                                                                          |
| C                | Luca Napolitano           | -               | svincolato                                                                          |
| C                | Jacopo Sardo              | Saarbrücken     | definitivo (240000 €)                                                               |
| A                | Gabriele Artistico        | Juve Stabia     | prestito con diritto di riscatto e controriscatto                                   |
| A                | Matteo Cancellieri        | Parma           | prestito oneroso (1,2 milioni €) con diritto di riscatto (8 milioni €)              |
| A                | Valerio Crespi            | Südtirol        | prestito                                                                            |
| A                | Vincenzo Di Gianni        | Siena           | prestito                                                                            |
| A                | Saná Fernandes            | NAC Breda       | prestito con diritto di riscatto e controriscatto                                   |
| A                | Raúl Moro                 | Real Valladolid | diritto di riscatto esercitato (2,5 milioni €)                                      |

### Operazioni esterne alle sessioni
| Cessioni         | Cessioni           | Cessioni         | Cessioni         |
| R.               | Nome               | a                | Modalità         |
| Altre operazioni | Altre operazioni   | Altre operazioni | Altre operazioni |
| R.               | Nome               | a                | Modalità         |
| ---------------- | ------------------ | ---------------- | ---------------- |
| C                | Larsson Coulibaly  | Mosta            | prestito         |
| A                | Cristiano Lombardi | -                | fine carriera    |

### Sessione invernale(dal 2/1 al 3/2)
| Acquisti         | Acquisti           | Acquisti      | Acquisti                                                                       |
| R.               | Nome               | da            | Modalità                                                                       |
| ---------------- | ------------------ | ------------- | ------------------------------------------------------------------------------ |
| D                | Oliver Provstgaard | Vejle         | definitivo (4 milioni €)                                                       |
| C                | Reda Belahyane     | Verona        | definitivo (9,5 milioni €)                                                     |
| C                | Arijon Ibrahimović | Bayern Monaco | prestito con diritto di riscatto (8 milioni €) e controriscatto (20 milioni €) |
| Altre operazioni |                    |               |                                                                                |
| R.               | Nome               | da            | Modalità                                                                       |
| C                | Larsson Coulibaly  | Mosta         | fine prestito                                                                  |
| A                | Gabriele Artistico | Juve Stabia   | fine prestito                                                                  |
| A                | Valerio Crespi     | Südtirol      | fine prestito                                                                  |

| Cessioni         | Cessioni               | Cessioni    | Cessioni                         |
| R.               | Nome                   | a           | Modalità                         |
| ---------------- | ---------------------- | ----------- | -------------------------------- |
| C                | Jean-Daniel Akpa-Akpro | Monza       | prestito                         |
| C                | Gaetano Castrovilli    | Monza       | prestito                         |
| Altre operazioni |                        |             |                                  |
| R.               | Nome                   | a           | Modalità                         |
| C                | Larsson Coulibaly      | Birkirkara  | prestito                         |
| A                | Gabriele Artistico     | Cosenza     | prestito                         |
| A                | Tommaso Cappelli       | Trento      | definitivo                       |
| A                | Valerio Crespi         | Feralpisalò | prestito                         |
| A                | Diego González         | Atlas       | prestito con diritto di riscatto |

## Risultati

### Serie A

#### Girone di andata
| Arbitro: | Tremolada (Monza) |

|                                                       |           |             |
| Castellanos 11’ Zaccagni 44’ (rig.) Altare 81’ (aut.) | Marcatori | 3’ Andersen |

| Arbitro: | Doveri (Roma 1) |

|                      |           |               |
| Lucca 5’ Thauvin 49’ | Marcatori | 90+5’ Isaksen |

| Arbitro: | Massa (Imperia) |

|                         |           |                      |
| Castellanos 62’ Dia 66’ | Marcatori | 8’ Pavlović 72’ Leão |

| Arbitro: | Zufferli (Udine) |

|                        |           |              |
| Dia 5’ Castellanos 20’ | Marcatori | 7’ Tengstedt |

| Arbitro: | Marcenaro (Genova) |

|                                    |           |          |
| Guðmundsson 49’ (rig.), 90’ (rig.) | Marcatori | 41’ Gila |

| Arbitro: | Sozza (Seregno) |

|                      |           |                                 |
| Adams 67’ Coco 90+2’ | Marcatori | 8’ Guendouzi 60’ Dia 89’ Noslin |

| Arbitro: | Ayroldi (Molfetta) |

|                          |           |             |
| Zaccagni 45+4’ Pedro 84’ | Marcatori | 9’ Esposito |

| Arbitro: | Sacchi (Macerata) |

|                 |           |  |
| Gila 85’ (aut.) | Marcatori |  |

| Arbitro: | Piccinini (Forlì) |

|                                   |           |  |
| Noslin 21’ Pedro 86’ Vecino 90+5’ | Marcatori |  |

| Arbitro: | Pairetto (Nichelino) |

|                |           |                                                                 |
| Mazzitelli 53’ | Marcatori | 28’ (rig.), 81’ Castellanos 31’ Pedro 71’ Patric 90+5’ Tchaouna |

| Arbitro: | Ayroldi (Molfetta) |

|                            |           |             |
| Dia 2’ Zaccagni 76’ (rig.) | Marcatori | 41’ Luvumbo |

| Arbitro: | Colombo (Como) |

|  |           |              |
|  | Marcatori | 36’ Zaccagni |

| Arbitro: | Rapuano (Rimini) |

|                                           |           |  |
| Gigot 68’ Zaccagni 72’ Dele-Bashiru 90+2’ | Marcatori |  |

| Arbitro: | Zufferli (Udine) |

|                                       |           |                 |
| Man 6’ Haj Mohamed 53’ Delprato 90+1’ | Marcatori | 80’ Castellanos |

| Arbitro: | Colombo (Como) |

|  |           |             |
|  | Marcatori | 79’ Isaksen |

| Arbitro: | Chiffi (Padova) |

|  |           |                                                                                          |
|  | Marcatori | 41’ (rig.) Çalhanoğlu 45’ Dimarco 51’ Barella 53’ Dumfries 77’ Carlos Augusto 90’ Thuram |

| Arbitro: | Manganiello (Pinerolo) |

|             |           |                                      |
| Morente 50’ | Marcatori | 45+3’ (rig.) Castellanos 87’ Marušić |

| Arbitro: | Massa (Imperia) |

|                  |           |                 |
| Dele-Bashiru 27’ | Marcatori | 88’ Brescianini |

| Arbitro: | Pairetto (Nichelino) |

|                                 |           |  |
| Pellegrini 10’ Saelemaekers 18’ | Marcatori |  |

#### Girone di ritorno
| Arbitro: | Tremolada (Monza) |

|         |           |             |
| Dia 34’ | Marcatori | 72’ Cutrone |

| Arbitro: | Fabbri (Ravenna) |

|  |           |                               |
|  | Marcatori | 2’ Gigot 21’ Dia 58’ Zaccagni |

| Arbitro: | Rapuano (Rimini) |

|               |           |                      |
| Marušić 90+2’ | Marcatori | 11’ Adli 17’ Beltrán |

| Arbitro: | Manganiello (Pinerolo) |

|             |           |                              |
| Piccoli 55’ | Marcatori | 41’ Zaccagni 64’ Castellanos |

| Arbitro: | Aureliano (Bologna) |

|                                                             |           |                  |
| Marušić 31’ Pedro 57’, 77’ Castellanos 63’ Dele-Bashiru 88’ | Marcatori | 86’ (rig.) Sensi |

| Arbitro: | Massa (Imperia) |

|                    |           |                                  |
| Isaksen 6’ Dia 87’ | Marcatori | 13’ Raspadori 64’ (aut.) Marusic |

| Venezia 22 febbraio 2025, ore 15:00 CET 26ª giornata | Venezia                | 0 – 0 referto | Lazio | Stadio Pier Luigi Penzo (8 796 spett.)\| Arbitro: \| Marchetti (Ostia Lido) \| |
| Arbitro:                                             | Marchetti (Ostia Lido) |               |       |                                                                                |

| Arbitro: | Manganiello (Pinerolo) |

|               |           |                                 |
| Chukwueze 84’ | Marcatori | 28’ Zaccagni 90+8’ (rig.) Pedro |

| Arbitro: | Piccinini (Forlì) |

|               |           |             |
| Romagnoli 32’ | Marcatori | 22’ Thauvin |

| Arbitro: | Colombo (Como) |

|                                                           |           |  |
| Odgaard 16’ Orsolini 48’ Ndoye 49’ Castro 74’ Fabbian 84’ | Marcatori |  |

| Arbitro: | Massa (Imperia) |

|             |           |              |
| Marušić 57’ | Marcatori | 82’ Gineitis |

| Arbitro: | Chiffi (Padova) |

|  |           |             |
|  | Marcatori | 54’ Isaksen |

| Arbitro: | Sozza (Seregno) |

|               |           |           |
| Romagnoli 47’ | Marcatori | 69’ Soulé |

| Arbitro: | Ayroldi (Molfetta) |

|  |           |                         |
|  | Marcatori | 32’ Castellanos 65’ Dia |

| Arbitro: | Sacchi (Macerata) |

|                |           |                  |
| Pedro 79’, 84’ | Marcatori | 3’, 46’ Ondrejka |

| Arbitro: | Colombo (Como) |

|  |           |        |
|  | Marcatori | 1’ Dia |

| Arbitro: | Massa (Imperia) |

|              |           |                |
| Vecino 90+6’ | Marcatori | 51’ Kolo Muani |

| Arbitro: | Chiffi (Padova) |

|                            |           |                       |
| Bisseck 45+2’ Dumfries 79’ | Marcatori | 72’, 90’ (rig.) Pedro |

| Arbitro: | Fabbri (Ravenna) |

|  |           |               |
|  | Marcatori | 43’ Coulibaly |

### Coppa Italia

#### Fase finale
| Arbitro: | Pairetto (Nichelino) |

|                      |           |             |
| Noslin 32’, 41’, 50’ | Marcatori | 36’ Simeone |

| Arbitro: | Fabbri (Ravenna) |

|                                      |           |  |
| Arnautović 39’ Çalhanoğlu 77’ (rig.) | Marcatori |  |

### UEFA Europa League

#### Fase campionato
| Arbitro: | Sidīropoulos |

|  |           |                             |
|  | Marcatori | 5’ 35’ Dia 34’ Dele-Bashiru |

| Arbitro: | Feșnic |

|                                                    |           |          |
| Pedro 20’ Castellanos 35’, 53’ Zaccagni 67’ (rig.) | Marcatori | 41’ Boga |

| Arbitro: | Dabanović |

|  |           |                       |
|  | Marcatori | 35’ Pedro 87’ Isaksen |

| Arbitro: | Kabakov |

|                             |           |               |
| Romagnoli 45+5’ Pedro 90+2’ | Marcatori | 66’ Eustáquio |

| Roma 28 novembre 2024, ore 18:45 CET 5ª giornata | Lazio   | 0 – 0 referto | Ludogorec | Stadio Olimpico (27 259 spett.)\| Arbitro: \| Strukan \| |
| Arbitro:                                         | Strukan |               |           |                                                          |

| Arbitro: | Kružliak |

|            |           |                                         |
| Traoré 47’ | Marcatori | 12’ Tchaouna 52’ Dele-Bashiru 77’ Pedro |

| Arbitro: | Visser |

|                                      |           |                 |
| Gila 5’ Zaccagni 32’ Castellanos 34’ | Marcatori | 82’ Barrenetxea |

| Arbitro: | Brooks |

|          |           |  |
| Horta 6’ | Marcatori |  |

#### Fase ad eliminazione diretta
| Arbitro: | Rumšas |

|               |           |                             |
| Durosinmi 53’ | Marcatori | 18’ Romagnoli 90+8’ Isaksen |

| Arbitro: | Makkelie |

|               |           |          |
| Romagnoli 77’ | Marcatori | 52’ Šulc |

| Arbitro: | Oliver |

|                  |           |  |
| Saltnes 47’, 69’ | Marcatori |  |

| Arbitro: | Siebert |

|                                           |                      |                          |
| Castellanos 21’ Noslin 90+3’ Dia 100’     | Marcatori            | 109’ Helmersen           |
| Dia Tchaouna Noslin Guendouzi Castellanos | Tiri di rigore 2 – 3 | Hauge Fet Sørli Moe Berg |

## Statistiche
Statistiche aggiornate al 25 maggio 2025.

### Statistiche di squadra
| Competizione  | Punti | In casa | In casa | In casa | In casa | In casa | In casa | In trasferta | In trasferta | In trasferta | In trasferta | In trasferta | In trasferta | Totale | Totale | Totale | Totale | Totale | Totale | DR  |
| Competizione  | Punti | G       | V       | N       | P       | Gf      | Gs      | G            | V            | N            | P            | Gf           | Gs           | G      | V      | N      | P      | Gf     | Gs     | DR  |
| ------------- | ----- | ------- | ------- | ------- | ------- | ------- | ------- | ------------ | ------------ | ------------ | ------------ | ------------ | ------------ | ------ | ------ | ------ | ------ | ------ | ------ | --- |
| Serie A       | 65    | 19      | 7       | 9       | 3       | 33      | 26      | 19           | 11           | 2            | 6            | 28           | 23           | 38     | 18     | 11     | 9      | 61     | 49     | +12 |
| Coppa Italia  | -     | 1       | 1       | 0       | 0       | 3       | 1       | 1            | 0            | 0            | 1            | 0            | 2            | 2      | 1      | 0      | 1      | 3      | 3      | 0   |
| Europa League | 19    | 6       | 4       | 2       | 0       | 13      | 5       | 6            | 4            | 0            | 2            | 10           | 5            | 12     | 8      | 2      | 2      | 23     | 10     | +13 |
| Totale        | -     | 26      | 12      | 11      | 3       | 49      | 32      | 26           | 15           | 2            | 9            | 38           | 30           | 52     | 27     | 13     | 12     | 87     | 62     | +25 |

### Andamento in campionato
| Giornata  | 1 | 2 | 3 | 4 | 5 | 6 | 7 | 8 | 9 | 10 | 11 | 12 | 13 | 14 | 15 | 16 | 17 | 18 | 19 | 20 | 21 | 22 | 23 | 24 | 25 | 26 | 27 | 28 | 29 | 30 | 31 | 32 | 33 | 34 | 35 | 36 | 37 | 38 |
| --------- | - | - | - | - | - | - | - | - | - | -- | -- | -- | -- | -- | -- | -- | -- | -- | -- | -- | -- | -- | -- | -- | -- | -- | -- | -- | -- | -- | -- | -- | -- | -- | -- | -- | -- | -- |
| Luogo     | C | T | C | C | T | T | C | T | C | T  | C  | T  | C  | T  | T  | C  | T  | C  | T  | C  | T  | C  | T  | C  | C  | T  | T  | C  | T  | C  | T  | C  | T  | C  | T  | C  | T  | C  |
| Risultato | V | P | N | V | P | V | V | P | V | V  | V  | V  | V  | P  | V  | P  | V  | N  | P  | N  | V  | P  | V  | V  | N  | N  | V  | N  | P  | N  | V  | N  | V  | N  | V  | N  | N  | P  |
| Posizione | 1 | 8 | 8 | 6 | 8 | 6 | 3 | 5 | 4 | 3  | 3  | 2  | 2  | 3  | 3  | 4  | 4  | 4  | 4  | 4  | 4  | 4  | 4  | 4  | 4  | 5  | 5  | 5  | 6  | 6  | 6  | 6  | 5  | 6  | 4  | 4  | 6  | 7  |

Legenda:

Luogo: C = Casa; T = Trasferta. Risultato: V = Vittoria; N = Pareggio; P = Sconfitta.

### Andamento in Europa League
| Giornata  | 1 | 2 | 3 | 4 | 5 | 6 | 7 | 8 |
| --------- | - | - | - | - | - | - | - | - |
| Luogo     | T | C | T | C | C | T | C | T |
| Risultato | V | V | V | V | N | V | V | P |
| Posizione | 1 | 1 | 1 | 1 | 1 | 1 | 1 | 1 |

Legenda:

Luogo: C = Casa; T = Trasferta. Risultato: V = Vittoria; N = Pareggio; P = Sconfitta.

### Statistiche dei giocatori
Nel conteggio delle reti realizzate si aggiunga 1 autorete a favore in campionato.
Sono in corsivo i giocatori in rosa che hanno lasciato la società a stagione in corso.
| Giocatore       | Serie A  | Serie A | Serie A     | Serie A    | Coppa Italia | Coppa Italia | Coppa Italia | Coppa Italia | Europa League | Europa League | Europa League | Europa League | Totale   | Totale | Totale      | Totale     |
| Giocatore       | Presenze | Reti    | Ammonizioni | Espulsioni | Presenze     | Reti         | Ammonizioni  | Espulsioni   | Presenze      | Reti          | Ammonizioni   | Espulsioni    | Presenze | Reti   | Ammonizioni | Espulsioni |
| --------------- | -------- | ------- | ----------- | ---------- | ------------ | ------------ | ------------ | ------------ | ------------- | ------------- | ------------- | ------------- | -------- | ------ | ----------- | ---------- |
| J.D. Akpa-Akpro | -        | -       | -           | -          | -            | -            | -            | -            | -             | -             | -             | -             | -        | -      | -           | -          |
| A. Anderson     | -        | -       | -           | -          | -            | -            | -            | -            | -             | -             | -             | -             | -        | -      | -           | -          |
| M. Baldé        | -        | -       | -           | -          | -            | -            | -            | -            | 2             | 0             | 0             | 0             | 2        | 0      | 0           | 0          |
| T. Bašić        | -        | -       | -           | -          | -            | -            | -            | -            | -             | -             | -             | -             | -        | -      | -           | -          |
| R. Belahyane    | 6        | 0       | 0           | 1          | -            | -            | -            | -            | -             | -             | -             | -             | 6        | 0      | 0           | 1          |
| N. Casale       | 2        | 0       | 0           | 0          | -            | -            | -            | -            | -             | -             | -             | -             | 2        | 0      | 0           | 0          |
| V. Castellanos  | 29       | 10      | 8           | 1          | -            | -            | -            | -            | 11            | 4             | 1             | 0             | 40       | 14     | 9           | 1          |
| G. Castrovilli  | 9        | 0       | 0           | 0          | 1            | 0            | 0            | 0            | -             | -             | -             | -             | 10       | 0      | 0           | 0          |
| D. Cataldi      | -        | -       | -           | -          | -            | -            | -            | -            | -             | -             | -             | -             | -        | -      | -           | -          |
| F. Dele-Bashiru | 20       | 3       | 0           | 0          | 1            | 0            | 0            | 0            | 8             | 2             | 0             | 0             | 29       | 5      | 0           | 0          |
| B. Dia          | 35       | 9       | 2           | 0          | 1            | 0            | 0            | 0            | 12            | 3             | 1             | 0             | 48       | 12     | 3           | 0          |
| A. Furlanetto   | -        | -       | -           | -          | -            | -            | -            | -            | -             | -             | -             | -             | -        | -      | -           | -          |
| S. Gigot        | 15       | 2       | 2           | 0          | 2            | 0            | 1            | 0            | 6             | 0             | 3             | 1             | 23       | 2      | 6           | 1          |
| M. Gila         | 32       | 1       | 8           | 0          | 1            | 0            | 0            | 0            | 10            | 1             | 1             | 0             | 43       | 2      | 9           | 0          |
| M. Guendouzi    | 37       | 1       | 8           | 0          | 2            | 0            | 1            | 0            | 9             | 0             | 1             | 0             | 48       | 1      | 10          | 0          |
| E. Hysaj        | 11       | 0       | 2           | 1          | 1            | 0            | 1            | 0            | 2             | 0             | 0             | 0             | 14       | 0      | 3           | 1          |
| A. Ibrahimović  | 1        | 0       | 0           | 0          | 1            | 0            | 1            | 0            | -             | -             | -             | -             | 2        | 0      | 1           | 0          |
| G. Isaksen      | 37       | 4       | 5           | 0          | 2            | 0            | 1            | 0            | 10            | 2             | 1             | 0             | 49       | 6      | 7           | 0          |
| M. Lazzari      | 25       | 0       | 3           | 0          | 2            | 0            | 0            | 0            | 7             | 0             | 1             | 0             | 34       | 0      | 4           | 0          |
| C. Mandas       | 9        | -7      | 0           | 0          | 2            | -3           | 0            | 0            | 9             | -8            | 0             | 0             | 20       | -18    | 0           | 0          |
| A. Marušić      | 35       | 4       | 1           | 0          | 1            | 0            | 0            | 0            | 12            | 0             | 1             | 0             | 48       | 4      | 2           | 0          |
| T. Noslin       | 30       | 2       | 2           | 0          | 2            | 3            | 0            | 0            | 7             | 1             | 0             | 1             | 39       | 6      | 2           | 1          |
| Patric          | 10       | 1       | 2           | 0          | 1            | 0            | 0            | 0            | 7             | 0             | 2             | 0             | 18       | 1      | 4           | 0          |
| Pedro           | 30       | 10      | 2           | 0          | 2            | 0            | 0            | 0            | 12            | 4             | 0             | 0             | 44       | 14     | 2           | 0          |
| L. Pellegrini   | 22       | 0       | 5           | 0          | 1            | 0            | 1            | 0            | 7             | 0             | 3             | 0             | 30       | 0      | 9           | 0          |
| I. Provedel     | 29       | -42     | 0           | 0          | -            | -            | -            | -            | 3             | -2            | 0             | 0             | 32       | -44    | 0           | 0          |
| O. Provstgaard  | 2        | 0       | 1           | 0          | -            | -            | -            | -            | -             | -             | -             | -             | 2        | 0      | 1           | 0          |
| A. Romagnoli    | 32       | 2       | 4           | 2          | 1            | 0            | 0            | 0            | 10            | 3             | 2             | 0             | 43       | 5      | 6           | 2          |
| N. Rovella      | 33       | 0       | 13          | 0          | 2            | 0            | 0            | 0            | 9             | 0             | 4             | 1             | 44       | 0      | 17          | 1          |
| N. Tavares      | 23       | 0       | 4           | 1          | 1            | 0            | 0            | 0            | 6             | 0             | 0             | 0             | 30       | 0      | 4           | 1          |
| L. Tchaouna     | 24       | 1       | 4           | 1          | 2            | 0            | 0            | 0            | 11            | 1             | 1             | 0             | 37       | 2      | 5           | 1          |
| M. Vecino       | 20       | 2       | 7           | 0          | -            | -            | -            | -            | 9             | 0             | 2             | 0             | 29       | 2      | 9           | 0          |
| M. Zaccagni     | 34       | 8       | 10          | 0          | 2            | 0            | 1            | 0            | 10            | 2             | 4             | 0             | 46       | 10     | 15          | 0          |
| M. Zazza        | -        | -       | -           | -          | -            | -            | -            | -            | 1             | 0             | 0             | 0             | 1        | 0      | 0           | 0          |